# Laholm

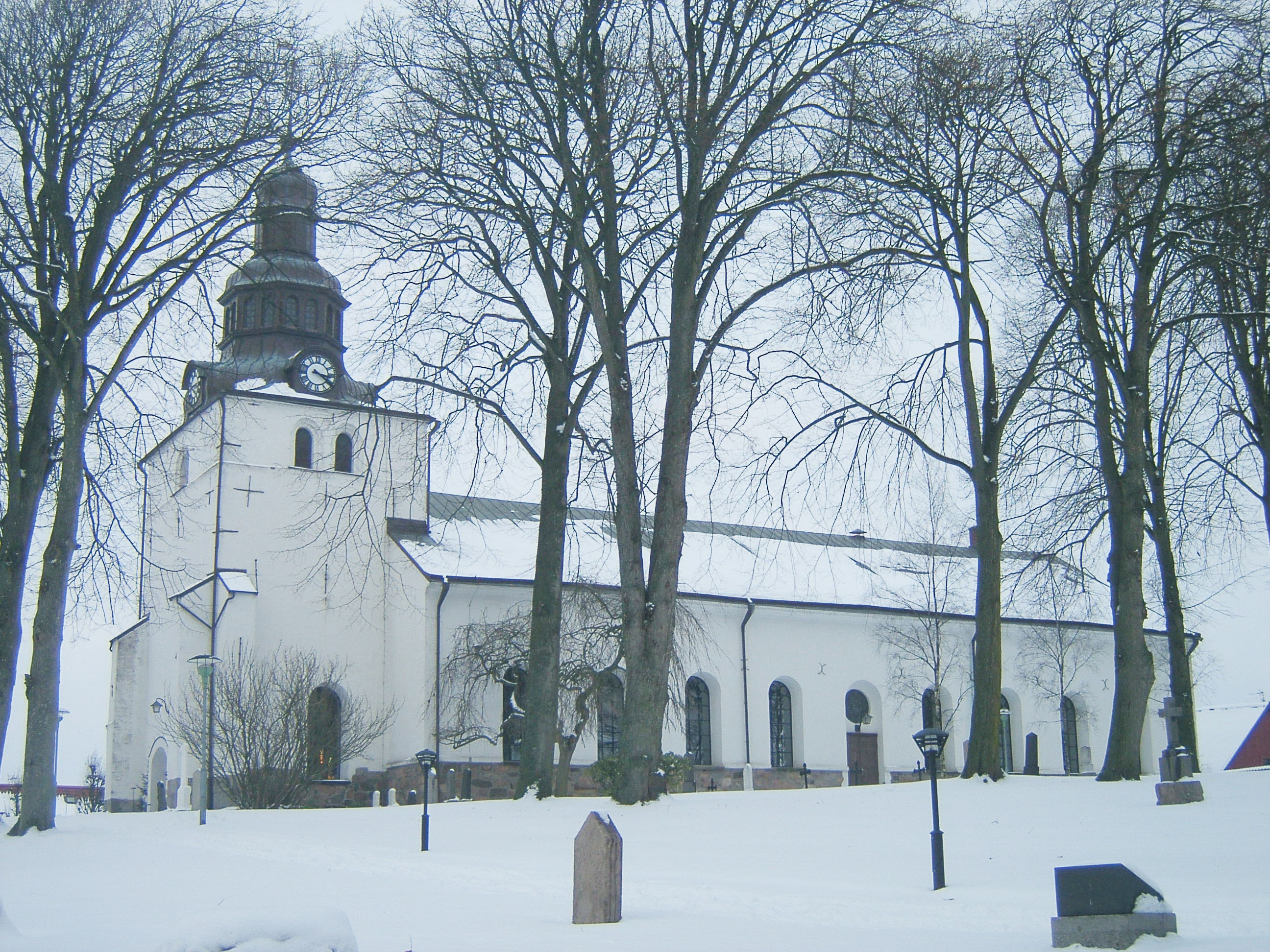
Kirche von Laholm im Winter

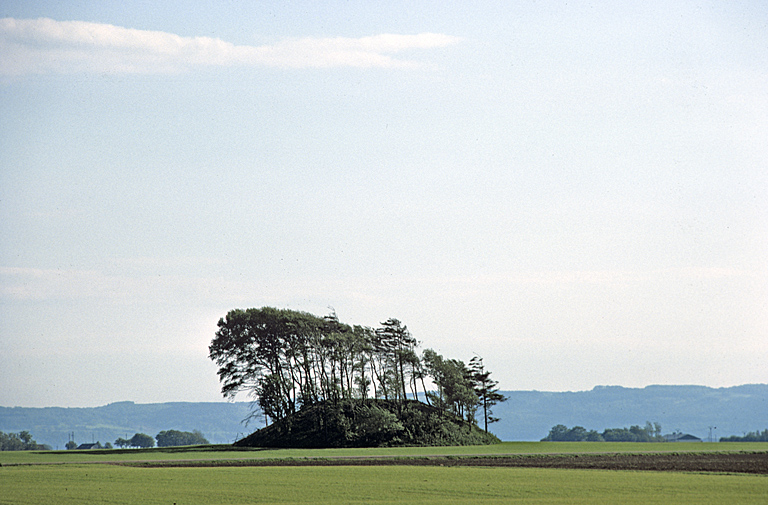
Kung Ises hög; nördlich des Lagan

Laholm ist eine Kleinstadt (tätort) in der schwedischen Provinz Hallands län und der historischen Provinz Halland. Der Hauptort der gleichnamigen Gemeinde ist im 13. Jahrhundert entstanden und ist die einzige Stadt in der Gemeinde. Durch Laholm fließt der Fluss Lagan. Nach Laholm benannt ist auch die Laholmbukt im Kattegat, die sich zwischen Halmstad und Båstad erstreckt.

## Geschichte
Laholm ist die älteste Stadt in der historischen Provinz Halland und eine der ältesten Schwedens. Urkundlich erwähnt wurde Laholm zuerst im 13. Jahrhundert, als es noch zu Dänemark gehörte. Während der Dänisch-Schwedische Kriege im 16. und 17. Jahrhundert wurde die Stadt mehrmals niedergebrannt.

## Sehenswürdigkeiten
- Noch heute ist die mittelalterliche Straßenstruktur erhalten; eine weitere Sehenswürdigkeit ist das Kirchengebäude Sankt Clemens kyrka aus dem Jahr 1225.
- Das Gräberfeld von Örelid (schwedisch Örelids stenar) liegt östlich der Kirche von Tjärby, wie Kung Ises hög nördlich von Laholm.

## Söhne und Töchter der Stadt
- Alf Ahlberg (1892–1979), Schriftsteller, Humanist und Philosoph
- Siw Inger (* 1953), Sängerin
- Magnus Hjorth (* 1983), Jazzmusiker